# Rochefort
Rochefort (Рошфор) — торговая марка бельгийского траппистского пива, которое производится на территории одноимённого аббатства, расположенного вблизи городка Рошфор в бельгийской провинции Намюр. По объёмам производства является не самой распространённой среди одиннадцати торговых марок траппистского пива.

## История
Аббатство Рошфор было основано в начале XIII века как женский монастырь цистерцианского ордена. Позже цистерцианцы покинули обитель, и монастырь был заселён монахами. Первые упоминания о пивоваренном производстве датируются 1595 годом, с которого некоторые источники ведут историю пива Rochefort, хотя его новейшая история началась значительно позже.
Впоследствии монастырь неоднократно попадал в эпицентр вооружённых конфликтов и разорялся. В конце концов во время событий Французской революции земли вокруг монастыря были заняты французской революционной армией, монастырь был разрушен, и на его месте была построена ферма.
Новая история монастыря началась в 1887 году, когда его земли были приобретены монахами траппистского монастыря Ахелсе Клёйс, и на них были построены новые монастырские здания. Вскоре после этого было восстановлено и пивоварение. Долгое время пиво в аббатстве Рошфор производилось очень малыми объёмами и только для собственного потребления монахами. Свободная продажа пива Rochefort началась лишь в 1952 году, после чего этот напиток быстро нашёл своих поклонников.
В конце декабря 2010 года аббатство Рошфор пострадало от пожара, пивоварня монастыря от огня повреждений не претерпела. Событие нашло отражение в международных новостях именно из-за широкой популярности пива, производимого аббатством.
Как и в случае других траппистских пивоварен, доходы от продаж пива Rochefort продолжают традиционно направляться на обеспечение финансовых потребностей аббатства и благотворительность.

## Ассортимент пива

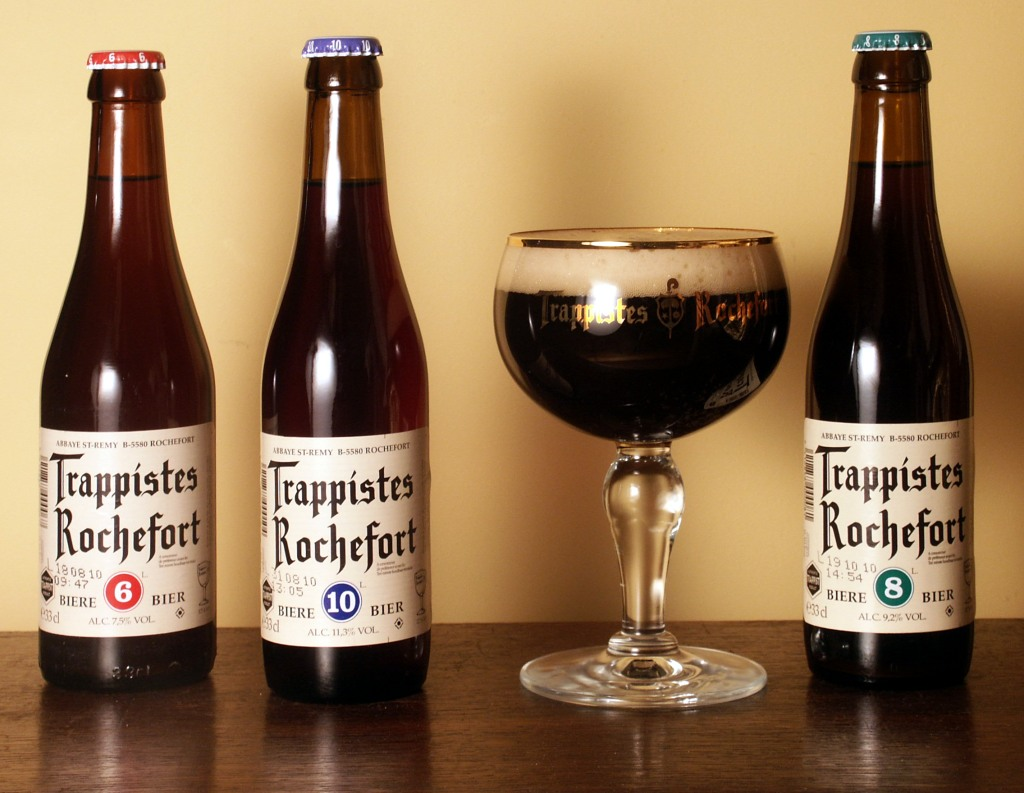
Весь ассортимент пива Rochefort с фирменным бокалом.

Коммерческий ассортимент пива Rochefort включает три сорта траппистского пива. Сорта различаются числами, указанными в названии, впрочем эти числа не имеют непосредственного отношения ни к содержанию алкоголя, ни к плотности напитка в традиционных единицах измерения. Вместо этого они отражают плотность напитка в древних бельгийских единицах измерения, которые сейчас практически вышли из употребления.
Кроме того, эти числа соответствуют количеству недель, в течение которых происходит повторное брожение пива после розлива в бутылки. По традиционной технологии производства траппистского пива, напиток заливается в бутылки вместе с определённым количеством живых дрожжей, после чего пиво некоторое время бродит при чётко соблюдаемых температурах. Поэтому для пива Rochefort период от розлива пива в бутылки до его готовности для продажи составляет, в зависимости от сорта, 6, 8 или 10 недель.
- Rochefort 6 — дюббель (рубиновый эль тройного брожения) с содержанием алкоголя 7,5 %.
- Rochefort 8 — тёмно-рубиновый эль с содержанием алкоголя 9,2 %. Популярный по объёмам производства сорт торговой марки.
- Rochefort 10 — квадрюпель (тёмно-коричневое пиво четырёхкратного брожения) с содержанием алкоголя 11,3 %. Сорт с самым большим содержанием алкоголя и, соответственно, наиболее насыщенным вкусом.[3]